# Pucará de Belén
El Pucará de Belén, también llamado Huaihuarani o Incahullo, es una fortaleza prehispánica de piedra que formaba parte del Camino del Inca. Se ubica en la comuna de Putre, Región de Arica y Parinacota, Chile, a 6 km. al oeste de la localidad de Belén, sobre la ladera norte del cerro Grande, en la rinconada de Huaihuarani.
Fue declarado Monumentos Histórico en 1983 mediante Decreto supremo N.° 83 del 19 de enero de ese año.

## Descripción

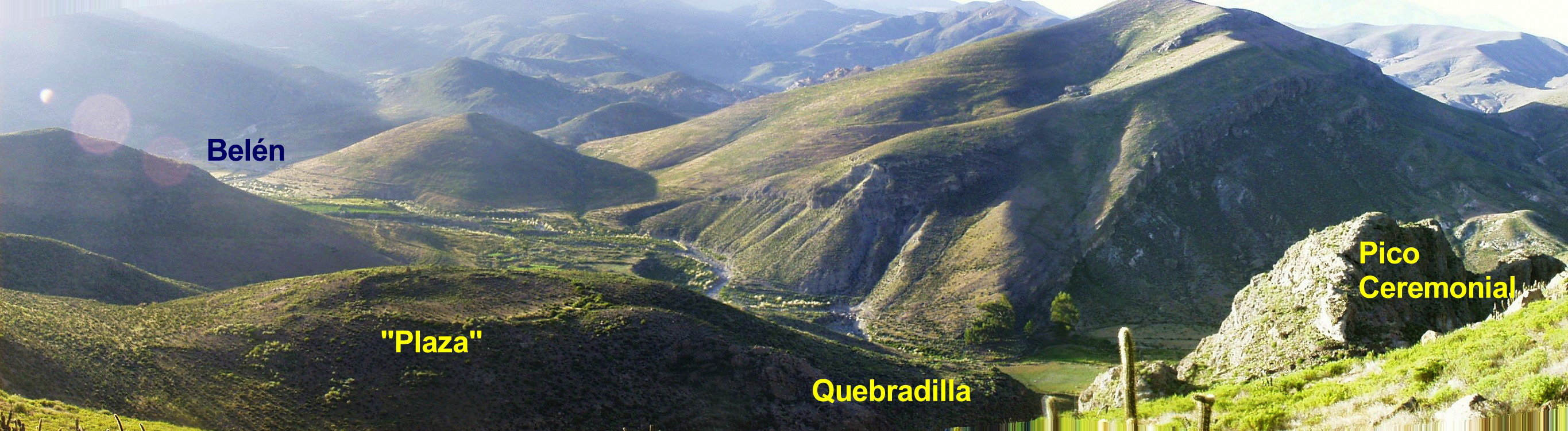
Vista panorámica del Pucará de Belén.

El Pucara de Belén está compuesto por fortalezas principales: Huaihuarani e Incahullo:
- Huaihuarani, ubicado a 5 km al suroeste de dicha localidad[3][1] y que «es un gran poblado formado por unos 500 ambientes domésticos circulares y otros tantos silos».[4]
- Incahullo, a unos 500m de Huaihuarani[3][1] que es «el más elaborado de los construidos en el área de Arica. Tiene recintos rectangulares contiguos, con muros de caras exteriores canteadas y esquinas de bloques trabados, así como espacios circulares».[4]

A través de datación por termoluminiscencia, se ha determinado una datación de Incahullo que se remite a alrededor de 1470 ± 60 d. C., mientras que para Huaihuarani, se dató en 1480 ± 60 d. C.